# Tramway de Craiova
Le tramway de Craiova est le réseau de tramway desservant la ville roumaine de Craiova.

## Réseau actuel

### Aperçu général
Le réseau compte deux lignes :
- 100 : Han Craiovița − Pod Electro
- 101 : CLF − Buclă Ford

### Matériel roulant
| Modèle       | Nombre de rames en circulation |
| ------------ | ------------------------------ |
| Tatra T4D-MT | 13                             |
| Tatra TB4D   | 11                             |
| SGP E1       | 9                              |
| Tatra KT4D   | 9                              |
| M5           | 7                              |